# Press (canción de Paul McCartney)
«Press» es una canción compuesta por el músico británico Paul McCartney y publicada en el álbum de estudio de 1986 Press to Play. La canción fue publicada como primer sencillo promocional del álbum en dos formatos: vinilo de 7 pulgadas y maxisencillo de 12", y alcanzó el puesto 21 en la lista estadounidense Billboard Hot 100 y el 25 en la lista británica UK Singles Chart, dando inicio a un declive en el éxito de los sencillos de McCartney en las listas al convertirse en el primer sencillo desde la publicación en 1979 de Back to the Egg que no alcanzó el Top 20.

## Publicación
«Press» fue publicado en dos formatos en el Reino Unido: dos versiones de vinilo de 7 pulgadas, una versión abatible de 10" y dos versiones de 12". En el Reino Unido, «Press» fue acompañado de una remezcla de Hugh Padgham y una versión editada de «Press», aunque poco tiempo después fue reemplazada por la mezcla de Bevans y Forward. La versión de 12" incluyó la canción «Hanglide» como una segunda cara B.

## Videoclip
La publicación de «Press» como sencillo fue acompañada de un videoclip protagonizado por el propio McCartney y rodado en el Metro de Londres. Dirigido por Philip Davey con un presupuesto muy bajo, el videoclip incluye a McCartney haciendo mímica de la letra de «Press» durante un viaje espontáneo en metro. El videoclip de «Press» fue incluido en el recopilatorio de 2007 The McCartney Years.

## Lista de canciones
| Vinilo de 7" 1. «Press» 2. «It's Not True» | Maxisencillo de 12" 1. «Press» 2. «It's Not True» 3. «Hanglide» 4. «Press» (dub mix) |